# International Trauma Life Support
Міжнародна підтримка життя при травмі (англ. International Trauma Life Support (ITLS)) — це неприбуткова організація, що створена для навчання надання допомоги при випадках травми на догоспітальному етапі. ITLS була заснована у 1982 році як «Базова підтримка життя при травмі» англ. Basic Trauma Life Support (BTLS). Організація перейменувала себе на Міжнародну підтримку життя при травмі аби підкреслити бажання стати міжнародним стандартом. Навчальні матеріали, представлені організацією ITLS використовуються для навчання екстрених медичних техніків та парамедиків у різних країнах.